# Marly-sur-Arroux
Marly-sur-Arroux település Franciaországban, Saône-et-Loire megyében. Lakosainak száma 297 fő (2022. január 1.). Marly-sur-Arroux Toulon-sur-Arroux, Chassy, Gueugnon, Oudry, Perrecy-les-Forges, Saint-Romain-sous-Versigny és Vendenesse-sur-Arroux községekkel határos.

## Népesség
A település népességének változása:
| Lakosok száma | 334  | 333  | 341  | 323  | 315  | 307  | 307  | 302  | 297  |
|               | 2013 | 2015 | 2016 | 2017 | 2018 | 2019 | 2020 | 2021 | 2022 |